# Prêmio Rosalind Franklin
O Prêmio Rosalind Franklin, concedido anualmente pela Royal Society, é dedicado a pessoas com atuação de destaque nos campos de ciências, tecnologia, engenharia e matemática (em inglês: science, technology, engineering and mathematics (STEM)). É financiado pelo Department for Innovation, Universities and Skills (DIUS), como componente de sua dedicação para promover a participação feminina no campo STEM. Foi estabelecido em 2003.

## Laureados
- 2003: Susan Gibson
- 2004: Carol Robinson
- 2005: Christine Davies
- 2006: Andrea Brand
- 2007: Ottoline Leyser
- 2008: Eleanor Maguire
- 2009: Sunetra Gupta
- 2010: Katherine Blundell
- 2011: Francesca Happe
- 2012: Polly Arnold
- 2013: Sarah-Jayne Blakemore
- 2014: Rachel McKendry
- 2015: Lucy Carpenter
- 2016 Jo Dunkley
- 2017 Essi Viding
- 2018 Tamsin Mather
- 2019 Thanh Nguyen
- 2020 Julia Gog
- 2021 Suzanne Imber